# Meizodon plumbiceps
Espèce
Synonymes
- Coronella plumbiceps Boettger, 1893
- Coronella somalica Scortecci, 1932
- Meizodon loveridgei Bogert, 1940

Statut de conservation UICN

 LC  : Préoccupation mineure
Meizodon plumbiceps est une espèce de serpent de la famille des Colubridae.

## Répartition
Cette espèce se rencontre :
- dans l'est de l'Éthiopie ;
- dans le nord-est du Kenya ;
- dans le sud de la Somalie.

## Description
L'holotype de Meizodon plumbiceps mesure 576 mm dont 145 mm pour la queue.

## Publications originales
- Boettger, 1893 : Übersicht der von Prof. C. Keller anlässlich der Ruspolischen Expedition nach den Somaliländern gesammelten Reptilien und Batrachier. Zoologischer Anzeiger, vol. 16, n. 416, p. 113-119 (texte intégral).
- Bogert, 1940 : Herpetological results of the Vernay Angola Expedition. I. Snakes, including an arrangement of the African Colubridae. Bulletin of the American Museum of Natural History, vol. 77, p. 1-107 (texte intégral).
- Scortecci, 1932 : Descrizione preliminare di un nuovo ofidio ed un anfibio della Somalia italiana. Atti della Societa Italiana di. Scienze Naturali e del Museo Civico di Storia Naturale, vol. 71, p. 58-60